# 557-я пехотная дивизия (вермахт)
557-я пехотная дивизия (нем. 557. Infanterie-Division) — тактическое соединение сухопутных войск вооружённых сил нацистской Германии периода Второй мировой войны.

## История
557-я пехотная дивизия была сформирована 12 февраля 1940 года в 4-м военном округе во время 9-й волны мобилизации Вермахта. 557-я дивизия формировалась как стационарная, без техники и тыловых частей, располагая только тремя пехотными полками, артиллерийским полком и ротой связи. Части дивизии были вооружены трофейным польским оружием.
В мае 1940 года дивизия вошла в состав 25-го армейского корпуса 7-й армии, которой было поручено защищать западную границу Германии с Францией. Дивизия заняла позиции на линии Зигфрида в Саарпфальце.
С июня 1940 года дивизия выполняла оккупационные функции в Эльзасе. 557-я пехотная дивизия была расформирована 13 августа 1940 года. Девять пехотных батальонов дивизии были переформированы в стрелковые батальоны Ландшутца для охраны военнопленных.

## Местонахождение
- с февраля по май 1940 (Германия)
- с мая по август 1940 (Франция)

## Подчинение
- 25-й армейский корпус 7-й армии группы армий «С» (май — август 1940)

## Командиры
- генерал-лейтенант Герман Куприон (12 февраля — 13 августа 1940)

## Состав
- 632-й пехотный полк (Infanterie-Regiment 632)
- 633-й пехотный полк (Infanterie-Regiment 633)
- 634-й пехотный полк (Infanterie-Regiment 634)
- 557-й артиллерийский полк (Artillerie-Regiment 557)
- 557-я рота связи (Nachrichten-Kompanie 557)